# Elchin Alizade
Elchin Alizade (1986. január 2. –) azeri amatőr ökölvívó.

## Eredményei
- 2005-ben mindössze 19 évesen ezüstérmes a világbajnokságon nehézsúlyban. A döntőben a súlycsoport legjobbjától, az orosz Alekszandr Alekszejevtől kapott ki.
- 2006-ban bronzérmes az Európa-bajnokságon nehézsúlyban. A negyeddöntőben az első menetben kiütötte a jónevű fehérorosz Viktor Zujevet, majd az elődöntőben az ukrán Denisz Pojacikától kapott ki.
- 2007-ben nem szerzett érmet a világbajnokságon. Bár a nyolcaddöntőben ezúttal jobbnak bizonyult és visszavágott Pojacikának, de a negyeddöntőben vereséget szenvedett a későbbi döntős orosz Rahim Csahkijevtől.